# J'n'attends plus rien
J'n'attends plus rien est une chanson réaliste écrite en 1933 par M. A. Malleville ; la musique est de Lionel Cazaux et Pierre Guillermin. Elle a été interprétée pour la première fois par Fréhel au cabaret parisien Le Bœuf sur le toit, puis reprise successivement par André Pasdoc en 1935, par Édith Piaf en 1961 et par Georgette Plana en 1965.

## Extrait
J'n'attends plus rien
Rien désormais ne m'appartient
Je n'ai gardé que d'vieilles histoires
Au fond de ma mémoire
J'n'attends plus rien
Errant dans la vie comme un chien
Sans un ami qui me console
D'un geste ou d'une parole
J'n'attends plus rien
Je me demande à quoi je tiens
Les mauvais souvenirs raisonnent
Dans mon crâne qui bourdonne
J'n'attends plus rien
Aucune main ne me retient
Lassée de vivre sans tendresse
J'créverai dans ma tristesse.